# Wikipedia en volapük
La Wikipedia en volapük (Vükiped) es una edición de Wikipedia en idioma volapük, iniciada en el 2004. El 7 de septiembre de 2007 sobrepasó los 100 000 artículos. Ha sido criticada por usar bots para crear cientos de artículos esbozos. Al 30 de octubre de 2017 llevaba 120 628 artículos.
Otras wikipedias de otros idiomas artificiales incluyen:
- Wikipedia en esperanto
- Wikipedia en ido
- Wikipedia en interlingua
- Wikipedia en interlingue
- Wikipedia en lojban
- Wikipedia en novial